# Słoweński Komitet Olimpijski
Słoweński Komitet Olimpijski (słoweń. Olimpijski Komite Slovenije) – stowarzyszenie związków i organizacji sportowych z siedzibą w Lublanie, zajmujące się organizacją udziału reprezentacji Słowenii w igrzyskach olimpijskich i europejskich oraz upowszechnianiem idei olimpijskiej i promocją sportu, a także reprezentowaniem słoweńskiego sportu w organizacjach międzynarodowych, w tym w Międzynarodowym Komitecie Olimpijskim.

## Prezydenci
16 grudnia 2022 roku na prezydenta Słoweńskiego Komitetu Olimpijskiego został wybrany Franjo Bobinac. W drugiej turze głosowania zdobył 54% głosów, pokonując nieznacznie Tomaža Baradę.
| Lp. | Prezydent        | Zdjęcie | Kadencja        | Okres pełnienia funkcji | Okres pełnienia funkcji |
| 1   | Janez Kocijančič |         | 1.              | 15 października 1991    | 22 grudnia 1994         |
| 1   | Janez Kocijančič | 2.      | 22 grudnia 1994 | 16 grudnia 1998         |                         |
| 1   | Janez Kocijančič | 3.      | 16 grudnia 1998 | 3 grudnia 2002          |                         |
| 1   | Janez Kocijančič | 4.      | 3 grudnia 2002  | 12 grudnia 2006         |                         |
| 1   | Janez Kocijančič | 5.      | 12 grudnia 2006 | 7 grudnia 2010          |                         |
| 1   | Janez Kocijančič | 6.      | 7 grudnia 2010  | 16 grudnia 2014         |                         |
| 2   | Bogdan Gabrovec  |         | 7.              | 16 grudnia 2014         | 16 grudnia 2018         |
| 2   | Bogdan Gabrovec  | 8.      | 16 grudnia 2018 | 16 grudnia 2022         |                         |
| 3.  | Franjo Bobinac   |         | 9.              | 16 grudnia 2022         | obecnie                 |